# Bazouges-sur-le-Loir
Bazouges-sur-le-Loir è un comune francese di 1 228 abitanti situato nel dipartimento della Sarthe nella regione dei Paesi della Loira.

## Società

### Evoluzione demografica
Abitanti censiti